# Омельченко Антон Лукич

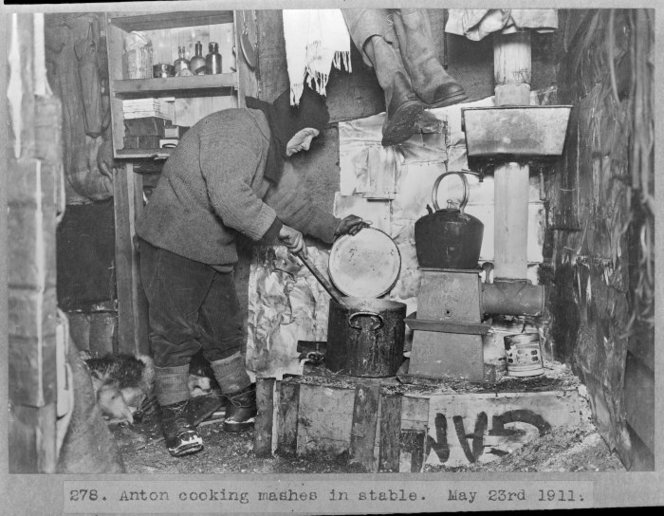
Антон Омельченко у стайні. 23 травня 1911 року

Анто́н Луки́ч Оме́льченко (1883, село Батьки, Полтавська губернія, тепер село Батьки Зіньківського району Полтавської області — 1932, там само) — учасник британської експедиції Роберта Скотта, член Королівського географічного товариства. Перший українець, який ступив на шостий континент.

## Біографія

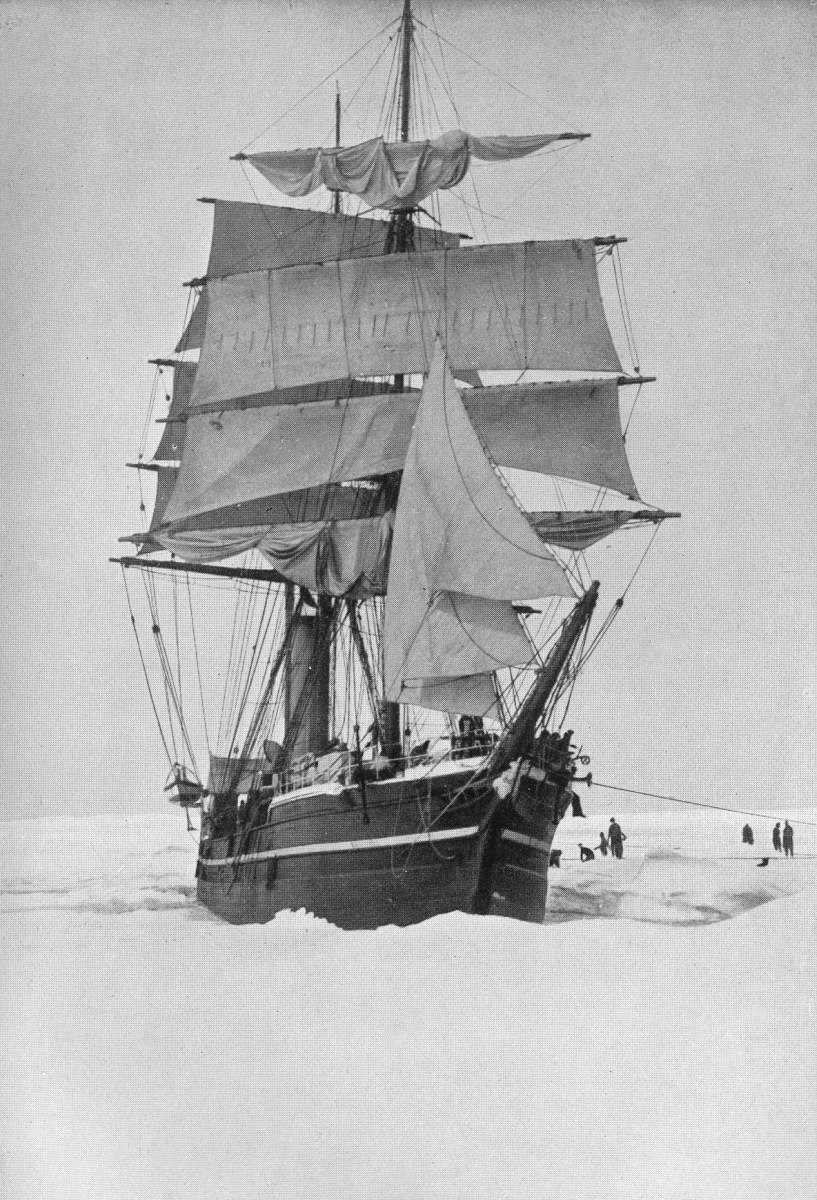
Експедиційне судно — барк «Терра Нова»

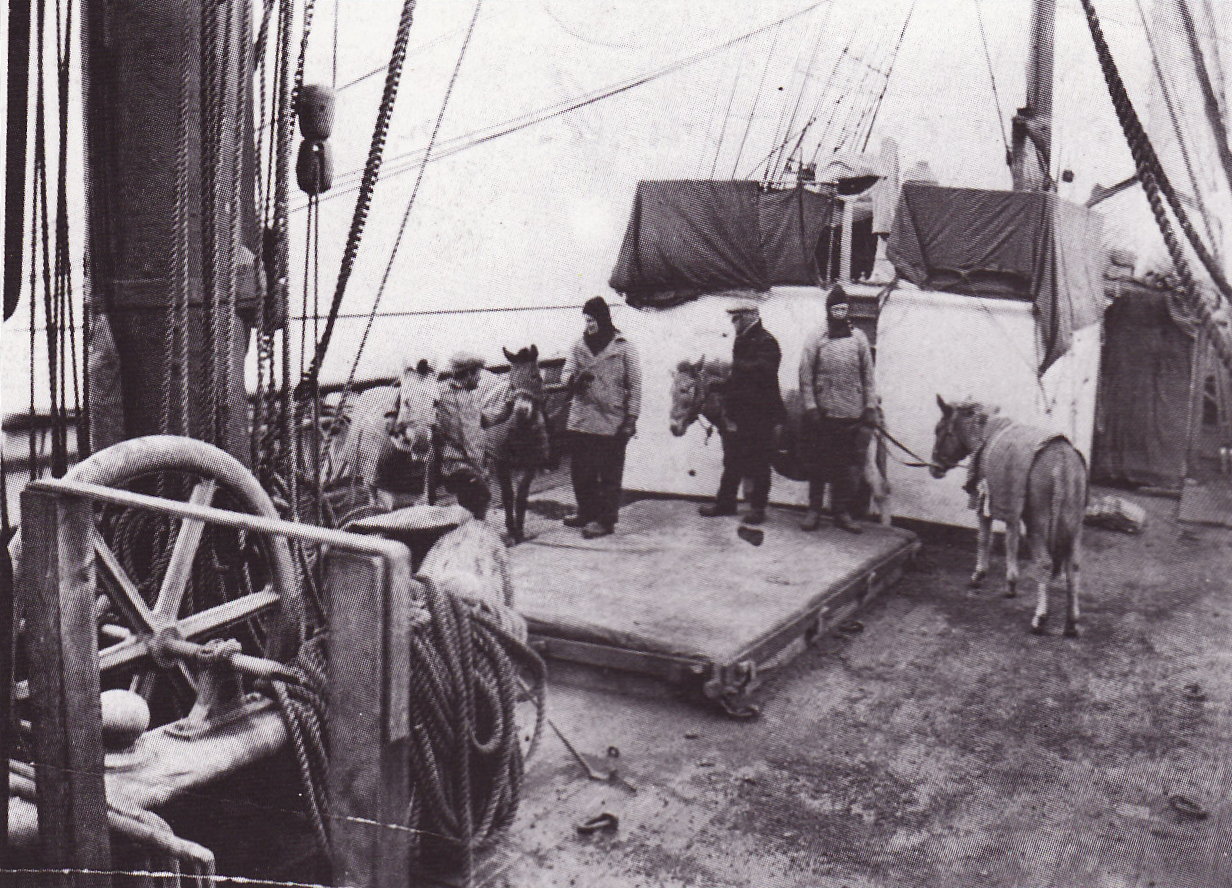
Поні і їх погоничі на борту корабля «Терра Нова». 1910 рік

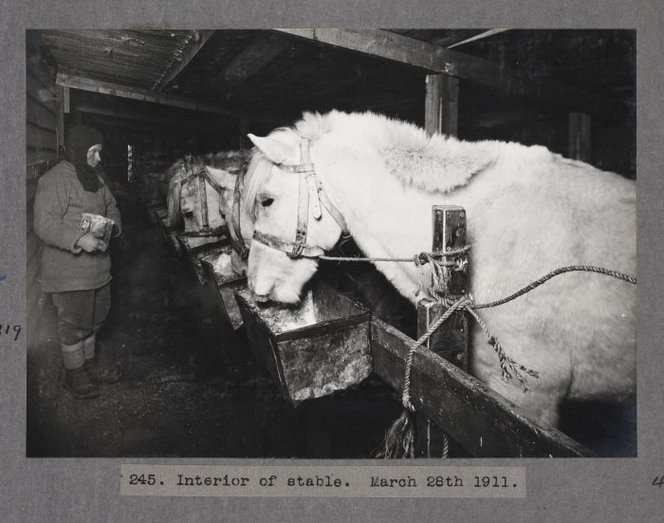
Антон Омельченко у стайні. 28 березня 1911 року

Народився в українській родині малоземельного хлібороба Луки Омельченка, в якій було семеро дітей. Антон був наймолодшим. З 10 років разом із братами їздив на заробітки до Ставропольського краю до відставного генерала Михайла Адамовича Пеховського. Той сам був родом з України — з-під Мелітополя (Катеринославщина), а на Кубані займався тваринництвом, зокрема розведенням чистокровних рисаків. Антон спочатку пас кіз та овець, але парубок був спритний та кмітливий — став конярем і вправним жокеєм — перемагав на перегонах і виставках, де скакав на конях свого патрона й роботодавця. Пеховський навіть всиновив хлопця. Після смерті названого батька українець вирушив на Далекий Схід слідом за полковником Миколою Ведерниковим, який успадкував маєток Пеховського.
Не встигли вони далеко від'їхати, як розпочалася російсько-японська війна 1904—1905 років. У дорозі полковник помер у вагоні під Владивостоком. Хлопцеві нічого не залишалось, як влаштуватися жокеєм на місцевому іподромі. Вважався там найкращим жокеєм, часто брав участь у кінних перегонах і вигравав призи.
Випадково доля звела його з Вільямом Брюсом, що приїхав на Далекий Схід, аби придбати партію маньчжурських коней для експедиції Роберта Скотта до Південного полюса на кораблі «Терра Нова». Саме за його рекомендацією Скотт взяв Антона Омельченка до складу експедиції «Терра Нова» в 1911 році. Антон Омельченко чудово знав коней, мав міцне здоров'я, вільно спілкувався англійською, тож у колеги Скотта не було жодних вагань стосовно конюха. Так українець став членом експедиції, що невдовзі на кораблі «Терра Нова» вирушила на штурм крижаної Антарктиди.
Загалом Омельченко мав доправити коней лише до Нової Зеландії, а потім вернутися до Владивостока. Одначе його включили до групи дослідників. Подорож зайняла чимало часу, довелося перепливти Тихий, Індійський і Атлантичний океани. Лише 4 січня 1911 року перший українець ступив на берег Антарктиди. Звідси Роберт Скотт почав готувати систему складів і тимчасових таборів, щоб забезпечити провізією учасників переходу до Південного полюса. Омельченко був у групі, яка цим опікувалася. Коли п'ятеро мандрівників на чолі з Робертом Скоттом вирушили до полюса, Антон Омельченко на конях провів їх до середини шельфового льодовика Росса. Оскільки далі коні пройти вже не змогли, Омельченко повернувся з ними на базу. Понад рік тривала ця небезпечна подорож. На жаль, Скотт і його четверо супутників загинули. Тих членів експедиції, що залишились на березі й вижили, вважали героями. Прізвище Омельченка та інших мандрівників внесли до списку членів Королівського географічного товариства Великої Британії. У королівському палаці був влаштований урочистий прийом (із врученням нагород), учасником якого став і Омельченко. Нагороду, як й інші члени експедиції, він отримав із рук англійської королеви. Це була медаль, викарбувана на честь подвигу першопрохідців Антарктиди, і довічна пенсія. Омельченку призначили пожиттєву пенсію, яку він отримував до 1927 року, доки між СРСР і Великою Британією не розірвалися дипломатичні відносини.
Після повернення на Батьківщину він встиг ще навіть повоювати у Першій світовій війні. Повернувшись до рідного села, працював звичайним листоношею і мріяв написати книгу про власні пригоди в Антарктиці.
Обірвалось життя славетного українського мандрівника доволі несподівано. У віці 49 років Антона Омельченка на порозі його рідного будинку вразила блискавка.

## Родичі
- Жінка — Наталія Єфимівна;
  - Сини — Ларивон та Іван;
    - Онук — Віктор Ларіонович Омельченко, дизеліст, учасник 3-ї української антарктичної експедиції (1998—1999 рр.)[4]
    - Онук — Олександр Ларіонович Омельченко;
      - Правнук — Антон Олександрович Омельченко, механік, учасник 20-ї (2015—2016 рр.) та 24-ї (2019—2020) українських антарктичних експедицій[4].

## Увічнення пам'яті
На честь Антона Омельченка названо бухту на Березі Оутса, відкриту дослідниками Антарктиди 1958 року. 2012 року, в рамках відзначення сторіччя від експедиції Роберта Скотта, на його честь також назвали кліф на острові Росса, що на північному узбережжі Землі Вікторії у Східній Антарктиді. 2019 року портрет дослідника розміщено в історичному коридорі української антарктичної станції «Академік Вернадський».
Пам'ять про Антона Омельченка зберігають у його рідному с. Батьки. З ініціативи мешканців центральну вулицю села перейменували на честь Антона Омельченка. У 2020 р. за підтримки Національного антарктичного наукового центру біля будівлі старостату спорудили скульптурну барельєф-композицію «Антарктида». Біля основи пам'ятника Антонові Лукичу лежить спеціально доставлений у село з Антарктиди камінь, а під скульптурним зображенням на титульному боці прикріплено гранітну табличку з написом: «Тим, хто йшов, Тим, хто йде, Тим, кому доведеться йти».